# Spawn
Spawn (Albert Francis "Al" Simmons) es un personaje ficticio y antihéroe, su primera aparición fue en Spawn #1. Spawn sigue apareciendo en un cómic mensual del mismo nombre publicado por la compañía estadounidense Image Comics. Creado por Todd McFarlane. Spawn ocupó el puesto 60 en la lista de la revista Wizard de los Mejores 200 personajes de cómic de todos los tiempos, el 50 en la lista de la revista Empire de Los 50 mejores personajes de cómic y el 36 en la lista de los 100 mejores héroes de cómic de IGN en 2011. 
La serie ha escindido varios otros cómics, entre ellos Angela, Curse of the Spawn, Sam & Twitch y el manga Shadows of Spawn. Spawn se adaptó a una película de 1997 y fue interpretada por Michael Jai White, una serie animada de HBO que duró desde 1997 hasta 1999, y una serie de figuras de acción cuyo alto nivel de detalle dio a conocer a McFarlane Toys en la industria del juguete. El personaje también aparece en compilaciones anuales, especiales de miniserie escritos por autores y artistas invitados, y numerosas historias cruzadas en otros cómics. La banda norteamericana de thrash metal Iced Earth hizo un disco basado en la historia de Spawn llamado The Dark Saga, en 1996.

## Definición de Hellspawn
Un Hellspawn es un demonio de naturaleza simbiótica creado con el objetivo a largo plazo de encontrar un comandante perfecto para las tropas del infierno, para enfrentarse a las tropas del cielo en el próximo armagedón. Es elegido entre las almas humanas que en vida demostraron una naturaleza sanguinaria y violenta más allá de lo común, ya que nacen con los atributos de violencia y belicosidad necesarios para ser un guerrero innato, lo que combinado con el poder otorgado por el infierno le da el potencial de llegar a ser un demonio tremendamente poderoso y un general que podría poner en peligro al mismo Cielo si se le entrena y condiciona emocionalmente de una manera adecuada. 
En estos seres, haber sido gente común, criminales o héroes en vida es irrelevante, pues solo se requiere el potencial justo para que el entrenamiento y las vivencias a las que les someten ya transformados, poco a poco los fuercen a corromperse y volverse salvajes y malignos. El Hellspawn actual es Al Simmons, quien fue un agente del gobierno estadounidense, despiadado y sanguinario, elegido por su habilidad de dejarse llevar fácilmente por la ira y disfrutar del asesinato y los combates.

## Trama
Al Simmons, agente de la CIA, fue conocido como un teniente coronel de etnia afroamericano, un soldado de élite del gobierno estadounidense. Su propio jefe, Jason Wynn, ordenó a Chapel, compañero y aprendiz de Simmons, que lo mate. Y no solo lo mató, sino que lo quemó vivo. Simmons cayó al infierno, en donde pactó con el señor del octavo anillo del infierno, Malebolgia, en un intento desesperado por ver a su esposa por última vez. Sin notarlo, fue convertido así en un Hellspawn. Al Simmons trata hoy de conservar su humanidad.
Durante la trama, uno de los principales planteos es la capacidad latente en los hombres de hacer el bien y el mal. La voluntad del hombre de escoger entre ambos, punto que sirve de partida para el desarrollo de una oscura historia cargada de acción. La serie incorpora muchos conceptos interesantes e introduce habitualmente elementos ingeniosos como un constante ambiente oscuro.

## Historia

### Principios de vida y muerte
Albert Francis "Al" Simmons nació en Detroit, Míchigan, fue el segundo de tres hijos (Marc, Al, y Richard), de padre comerciante viajero. Su abuelo se involucró con un Hellspawn llamado "Gunslinger". De niño, mientras su padre estaba fuera, Al, sus dos hermanos y madre eran visitados a menudo por un misterioso hombre llamado Malefick. Su madre afirmó que Malefick era un viejo amigo pero sus hijos miraban a Malefick con curiosidad. Siempre vestido de traje blanco y dispuesto a tentar a los chicos con algo malo. Comenzó mostrándoles cómo quemar hormigas con una lupa, y luego avanzó en más y más actos violentos. Malefick parecía estar probando a los niños de una manera, especialmente al más joven, Richie. Como los chicos crecían, sus sentimientos acerca de Malefick comenzaron a cambiar a medida que comprendían mejor su relación con sus padres. Una vez, cuando el hermano mayor de Al decidió contar a su padre sobre Malefick, Al se lo prohibió ya que había desarrollado un gusto por las cosas que Malefick le ofrecía y no quería que las cosas cambiaran.
Un verano, en casa de la universidad, Malefick inicia a Richie por un camino de drogas, prostitutas y violencia. Por la insistencia de aquel, Richie fue a un local de drogas a reunirse con un hombre llamado Weasel. Allí, Richie fue drogado y abusado sexualmente, pero al volver en sí se defendió. Apuñaló a Weasel casi hasta matarlo y llamó rápido a sus hermanos para ayudarlo.
Cuando Marc y Al llegaron, no sabían qué hacer con Weasel. Para proteger a su hermano Richie de la policía, Al resuelve el dilema por su cuenta. A los 19 años, Al simmons cometió su primer asesinato apuñalando a Weasel hasta su muerte. Después de ello, Al fue transferido a la academia militar. Fue un excelente estudiante y deportista, y pronto descubrió tener aptitud para la vida militar y también la guerra. Tras graduarse de la academia, se unió a los marines.
Estando allí, las habilidades naturales de Al le permitieron avanzar pronto. Llegó al rango de teniente coronel y lo eligieron finalmente para unirse a la seguridad de la Casa Blanca. Fue allí donde el jefe de la CIA, Jason Wynn, consolidaba su poder, por lo que con sus compañeros idearon un plan para matar al presidente a fin de acelerar su ocupación del poder, pero Al frustró el plan. Cuando dispararon contra el presidente, él saltó frente a las balas y fue un héroe.
Aunque su plan falló, Wynn vio como promesa al joven agente que arruinó las cosas. Ofreció a Simmons un puesto en el USSG (Grupo de seguridad de los Estados Unidos) - una tapa de operaciones encubiertas de la división secreta dirigida por el propio Wynn. Bajo su la tutela, Al encontró su real vocación. Se convirtió en uno de los principales agentes de la nación, realizando misiones secretas por el mundo, en especial en Nicaragua, Angola y Camboya. Pronto su moral se derrumbó casi del todo al descubrir que podía justificar asesinar inocentes solo diciéndose que era "por el bien del país". Derramó una cantidad de sangre enorme, inocente y culpable, justificando su amor y facilidad de matar con ser dotado, y explicando siempre que solo seguía órdenes.
Su amor por la guerra y asesinar solo era superado por el amor a su esposa Wanda, a quien quería hacer feliz y darle hijos (imposible al ser estéril, pero él no lo sabía), por lo que comenzó a cuestionar su trabajo deseando algo más estable para su familia. Pero no todas sus misiones tuvieron éxito. Lo enviaron a la URSS para asesinar a un científico nuclear llamado Yousef Vólojov y fracasó. En los EE. UU., fue contratado extraoficialmente por el senador Jennings para matar al infanticida Billy Kincaid quien mató a su hija, trabajo que Al aceptó al planear usar el dinero para abandonar la agencia; pero de nuevo fracasó ya que el detective Samuel Burke fue más rápido y logró apresarlo. Esto lo frustraría, por lo que en una ocasión incluso se desquitaría golpeando a Wanda en una discusión, acto del que se arrepentiría al punto de jurar jamás hacer nuevamente algo que le provocara sufrimiento.
Aunque Al lo ignoró por muchos años tras convertirse en un Spawn, sus recuerdos fueron distorsionados para omitir la parte más inhumana y violenta de su vida. Es así como de su mente fueron relegados recuerdos de su obsesión con el trabajo y como esto dañó su relación con Wanda, que a su vez comenzó a perjudicar su rendimiento en el campo. Simmons llegó finalmente a un punto en que se veía a sí mismo como un salvador y protector quien sólo sería el salvador y remodelador del mundo en una versión utópica y perfecta, gracias al cumplimiento de sus misiones y las masacres que llevaba a cabo, por ello estaba dispuesto a herir (o hasta matar) a las personas que amaba si lo estorbaban. La principal razón de sus discusiones era el deseo de Wanda de ser padres, cosa que Al rechazaba excusándose en la idea que el mundo era un lugar peligroso para traer un hijo, pero esto solo era una forma de evitar lo que creía una interferencia innecesaria que arruinara la vida que tanto disfrutaba.
La tensión en la pareja subió gradualmente hasta la violencia de género, lo que hizo a Wanda aferrarse progresivamente a Terry Fitzgerald, mejor amigo de Al, quien comenzó a cuidarla primero en nombre de su amigo y luego por el amor que nació por ella; aun así la insistencia de Wanda la llevó a dejar los anticonceptivos y embarazarse sin revelarlo a su marido, quien precisamente tras fallar en una misión volvió frustrado a casa y violentamente abusó de su esposa. Cuando Wanda le informó estar embarazada, Al no lo tomó bien y lo vio como si Wanda intentaba de frenar su carrera, lo que él no permitiría. Sin pena, golpeó el estómago de Wanda hasta terminar su embarazo. Satisfecho de evitar ese estorbo en su carrera, Al prometió a Wanda que cuando hiciera el mundo en un lugar mejor le dejaría tener un hijo. Tras esto, iría a la misión donde moriría quemado. Por su parte esa noche, Wanda sabía que tenía que salir de ahí, cosa que hizo dispuesta a no volver a verlo nuevamente. 
Las circunstancias que rodean la muerte de Simmons no son del todo claras. Se sabe que su jefe, Jason Wynn, lo hizo matar por discutirle siempre y cuestionar sus órdenes. Además, Wynn de alguna forma estuvo en contacto con las fuerzas del infierno. En concreto, con un demonio llamado Malebolgia con quien hizo un trato para intercambiar a Al Simmons por una sustancia infernal llamada Necroplasma. Por ello, Al fue enviado en una misión a Botsuana y se le ordenó a Chapel (su compañero), que lo asesinara. Chapel cumplió, quemándolo vivo en la que era su última misión. En la Tierra, fue honrado como un héroe militar y enterrado en el Cementerio Nacional de Arlington.

### Resurrección
Lo siguiente que supo tras morir fue que estaba en un lugar sin forma ni tiempo, donde una voz le ofrecía lo que deseara por un precio. Sin pensar, pidió ver a su esposa: la voz solo rio. Cinco años después apareció en los callejones conocidos como el "Rat City", la peor parte de la ciudad de Nueva York, donde solo criminales y vagabundos se atreven a ir. Su aspecto ya era otro. Con casi dos metros y vestido de traje ajustado con remaches de metal y cadenas, además de una capa de color rojo con vida propia, igual que el resto de su uniforme. Tenía amnesia y la piel desfigurada al extremo por las quemaduras y la descomposición. 
Pasó que al morir, justo antes de que el Cielo lo reclame, se presentó ante él Malebolgia, rey del octavo nivel del Infierno, quien le permitió volver a la Tierra pero como un tipo de demonio en entrenamiento llamado Hellspawn, el cual se verá torturado y presionado de diversos modos, por diferentes personajes, hasta que se cumpla el deseo de "...que abrace por propia voluntad la maldad que hay en él, sin recurrir a ninguna justificación moral". El día que algún Spawn lo haga, habrá dado el primer paso para ser el general infernal que echará abajo las puertas del Cielo hasta hacerlo cenizas. Por ahora es solo un débil engendro con poder limitado que al agotarse, le exiliará al Infierno donde fue creado. Si no completa su entrenamiento y gasta todo su poder, será enviado como uno de tantos engendros a las filas del ejército infernal, en espera del ansiado general que los guíe. Si lo logra, comenzará el Armagedón y será un demonio excepcional que dará al Infierno una ventaja abrumadora contra el Cielo. 
De a poco, Al recuperó su memoria y buscó a su esposa. La encuentra y no solo ella se horroriza de él, sino que además ve que ella es hoy madre de una niña de cinco años cuyo padre es su mejor amigo, Terry Fitzgerald. Ya sin razón para estar en este mundo, Spawn se obsesionará con volver a ser Al Simmons y recuperar a Wanda, mientras se venga de sus asesinos. A la vez lo presionan el Infierno, la mafia, el Cielo, la policía y diversos grupos e individuos que son solo piezas en un juego en que todo se define según las elecciones de este nuevo engendro.

### Nuevo comienzo
Al final, Al Simmons atraviesa la tierra de las almas y se prepara para entrar en el mundo humano. Para escapar definitivamente del Infierno, llega de nuevo a los callejones de la ciudad de Nueva York en busca de un lugar particular: el sitio exacto donde regresó a la Tierra como un recién creado Hellspawn. Hallado ese punto, reúne lo que le queda de energía a su puño derecho y empieza a darse golpes a su propia cabeza, (la "verdadera" forma de matar con eficacia un Spawn) quedando con el cráneo destrozado, pero después de un tiempo reencarna como el Omega Spawn.
Tras del suicidio de Al Simmons, el primer Spawn, uno nuevo lo reemplaza en el cómic. Su nombre es Jim Downing, un paciente en coma que por varios años estuvo en un hospital, pero inmediatamente al suicidarse Al Simmons, despertó sin memoria (Jim Downing no es su verdadero nombre, solo uno que le dio el hospital). Los médicos estaban asombrados de su tiempo de recuperación sobrenatural: en solo unas pocas horas sus músculos crecieron y se convirtió en un paciente estable. ¿Quién es Jim? Sigue siendo un misterio.
Él fue quien unió a todos los héroes del universo Image Comics (entre ellos Savage dragon, Shadowhawk, el equipo Youngblood, Witchblade, el equipo Cyberforce, etc.) en la lucha contra el Omega Spawn.

## Poderes y habilidades
Explicar las habilidades de un Spawn es relativamente sencillo, sin embargo plantear la amplia gama de aplicaciones y posibilidades que implica presenta mayor complejidad ya que esto variará dependiendo de la creatividad que demuestre un engendro para usar su poder.
Cuando un humano es transformado en un Hellspawn, su cuerpo mortal queda en la Tierra y a su alma se le da un nuevo cuerpo hecho en parte de la esencia demoníaca del señor infernal que lo crea, pero en gran medida se crea de una sustancia llamada Necroplasma, que es parasitaria, empática y un potente generador de energías mágicas. El necroplasma reacciona a la mente y ego del sujeto y recrea un cuerpo poderoso que emana un aura maligna, que luego alimentará los poderes el anfitrión y nutrirá su traje, aunque es un poder limitado y se desgasta a menos que el engendro absorba el aura maligna de lugares y seres alejados de la bendición celestial. Sin embargo este proceso de recarga, literalmente, pudre el alma que una vez lo originó y transforma progresivamente al engendro en un demonio.
Gracias al Necroplasma, la voluntad del engendro es su mayor arma. Por ello, combinando su concentración e imaginación, puede generar cualquier tipo de ataques o habilidades que imagine a la vez que puede también manifestar o materializar los objetos que desee. En el caso de Simmons, ha demostrado formas sutiles o radicales de usar este poder, desde simples disparos de energía hasta resurrecciones de muertos, pasando por cambios de etnia, curación, manipulación mental, creación de portales dimensionales, materialización de objetos, sondeo de aura, etcétera.
Incluso así, todo Spawn posee o desarrolla cierta gama de ataques y técnicas que se consideran propios de la especie. Una es la teletransportación, que le permite descomponerse a sí mismo o a cualquier materia en átomos y moverlos sobre la velocidad de la luz, hacia cualquier punto donde pueda enfocarse. Eso, a coste del enorme sufrimiento de ser desintegrado y reconstruido, aparte del gran desgaste de energía. También tiene un ataque muy raro llamado "La Dispersión Negra": le permite contaminar a un enemigo con un aura que despierta el deseo de destruirlo en toda bestia o alimaña de la oscuridad.
Su uniforme también le ofrece ciertas capacidades y poderes. Al ser un simbionte que depende de la energía de su amo instintivamente desarrolla un deseo de protegerlo por lo que vive en un constante estado de alerta pasivo que le hace reaccionar ante cualquier peligro o intención nociva. El uniforme también posee maleabilidad por lo que unido a la capacidad de metamorfosis de su dueño puede imitar piel, ropa u otras superficies que le permiten camuflarse o generar armas blancas y extremidades para que su anfitrión pelee y se desplace más eficientemente.
Sus habilidades, aun así, están limitadas y poseen debilidades. La luz y el fuego de Dios lo debilitan y pueden herirlo. La zona muerta, un trozo del cielo en el mundo, desactiva sus poderes, lo mismo cuando toca a un ser celestial de alto rango. Otra debilidad muy problemática es la actitud voluntariosa de los uniformes, que aun siendo leales al portador no es raro que intenten actuar por sí solos sobre los deseos de este, por lo que esto muchas veces se vuelve un continuo duelo de voluntades entre amo y parásito. Sin embargo, la debilidad más peligrosa de un engendro es su limitado poder. Esto, unido a la obsesiva negación de su condición demoníaca, hace a los Spawns muchas veces gastarlo negligentemente en actos sin final exitoso, y finalmente, al consumir toda su energía. Activan un protocolo de emergencia en su traje que los teletransporta al instante al Infierno donde los crearon para declarar su entrenamiento un fracaso y condenándolos a estar allí hasta que inicien la tan lejana guerra contra el Cielo.

## Personajes principales
La inmensa mayoría de los personajes que aparecen en esta serie actúan con violencia.
| Personaje          | Raza                     | Resumen |
| ------------------ | ------------------------ | --- |
| Al Simmons / Spawn | Humano Daimon            | Personaje principal que fue en su período de vida un soldado destacado por su habilidad y su implacable forma de matar. El soldado más dedicado con su propio concepto del bien y el mal, un código moral que le permitía asesinar a la orden de las fuerzas encubiertas de su país. Por ello, es que el infierno se interesa en él y lo convierte en comandante de sus tropas para el inminente ataque al reino del cielo. El cómic muestra su entrenamiento en la tierra y sus revelaciones de un cielo y un infierno que son dos partes de una misma moneda totalmente corrupta y con los mismos intereses, donde los hombres son solo almas disputadas entre ambos bandos para ser sus soldados en el Juicio Final. Por ello, Spawn finalmente, decide buscar su libertad y salir del juego entre Dios y Satanás. |
| Billy Kincaid      | Humano Diabolis interium | Un pedófilo y asesino. |
| Malebolgia         | Daimon                   | Durante setenta mil años fue el señor del octavo nivel del infierno. |
| Lord Mammon        | Ángel caído              | Es un demonio con forma de un hombre elegante, se dice que alguna vez pertenicio al clan de los olvidados que abrazo la maldad y se convirtió en demonio. |
| Nyx                | Humano                   | Una poderosa hechicera con poder sobre el Hellspawn. |
| Sam y Twitch       | Humanos                  | Criminólogos y Detectives Privados. |
| Violator/Clown     | Demonio                  | Un ser metamórfico con sus propios planes, que aparece como un payaso para enmascarar su identidad como Violator, (uno de los cinco Phlebiac Brothers), actualmente es un demonio del infierno. Su función es ser un guía para el Hellspawn atado a la Tierra. |

## Publicaciones
En España la serie se editó por primera vez en formato comic book constando de dos volúmenes de la línea World Comics de la editorial Planeta Deagostini:
- Spawn (Volumen 1): serie regular de 94 números que comprenden de los números 1-15,19-100 de la serie Spawn.(NOTA: los números 16-18 quedaron fuera de edición debido que los recopilaron en el Tomo de la colección prestigio Spawn: Reflejos, los números 72, 77 y 80 fueron los únicos que incluyeron 2 números USA).
- Spawn (Volumen 2): serie regular de 38 números que comprenden de los números 101-139 de la serie Spawn.(NOTA: el número 38 comprende de los números 138 y 139 de la serie).
- Spawn: Dark Ages: serie regular de 18 números que comprenden de los números 1-18 de la serie Spawn: Dark ages.

Al mismo tiempo también se editaban tomos en tapa blanda reeditando la serie o editando por primera vez miniseries relacionadas del universo de Spawn. Hasta ahora los cómics más actuales se editan en este tipo de tomos.
- Spawn: Reflejos. Colección Prestigio vol.2 Nº8 (VIII/95): comprende de los números 16-18 de la serie Spawn.(NOTA: en marzo del 2000 tuvo una segunda edición y en esa edición quitan la solapas que tenía la primera).
- Violator: comprende de los números 1-3 de la miniserie Violator.(NOTA: en mayo del 2000 tuvo una segunda edición).
- Angela: comprende de los números 1-3 de la miniserie Angela.
- Violator vs. Badrock: comprende de los números 1-4 de la miniserie Violator vs. Badrock.
- Spawn: Blood Feud: comprende de los números 1-4 de la miniserie Spawn: Blood Feud.
- Spawn: Engendro infernal (I/98): comprende de los números 1-5 de la serie Spawn y además incluye el Spawn Biblie.
- Spawn: Averno (V/99): comprende de los números 6-9 y 11 de la serie Spawn.(NOTA: el Nº10 no se incluye debido a que es un crossover con Cerebus y por derechos del autor, Dave Sim, no se incluye).
- Spawn: Mitos (XI/00): comprende de los números 12-15 de la serie Spawn.
- Spawn: La caza (V/01): comprende de los números 19-24 de la serie Spawn.
- Spawn: Maldición (V/02): comprende de los números 25-30 de la serie Spawn.(NOTA: es el último tomo publicado hasta la fecha donde se reedita la serie).
- Spawn (volumen 3): Deuda con el Diablo: comprende de los números 140-144 de la serie Spawn.
- Spawn (volumen 3): Aullido comprende de los números 145-150 de la serie Spawn.
- Spawn (volumen 3): La promesa: comprende de los números 151-157 de la serie Spawn.
- Spawn (volumen 3): Destrucción: comprende de los números 158-162 de la serie Spawn.
- Spawn (volumen 3): Los que oyen voces: comprende de los números 163-168 de la serie Spawn.
- Spawn (volumen 3): Tres hermanos: comprende de los números 169-173 de la serie Spawn.
- Spawn (volumen 3): El monstruo burbuja: comprende de los números 174-178 de la serie Spawn.
- Spawn (volumen 3): La batalla interior: comprende de los números 179-184 de la serie Spawn.
- Spawn (volumen 3): Fin del juego 1: comprende de los números 185-190 de la serie Spawn.
- Spawn (volumen 3): Fin del juego 2: comprende de los números 191-196 de la serie Spawn.
- Spawn (volumen 3): Resurrection: comprende de los números 251-255 de la serie Spawn.
- Spawn (volumen 3): Satan Saga Wars: comprende de los números 256-262 de la serie Spawn.
- Spawn (volumen 3): Infierno en la Tierra: comprende de los números 263-275 de la serie Spawn.

## Adaptaciones a otros medios

### Cine
- En 1997, se estrenó Spawn, la película basada en el personaje, el papel principal recayó en Michael Jai White.
- Spawn aparece en la película Ready Player One. Se le ve con Batgirl luchando contra los Sixers cuando invaden el OASIS.
- Se espera una próxima película del personaje, la cual va a estar protagonizada por el actor Jamie Foxx la cual se estrenará en el transcurso del año 2024.[2]

### Televisión
- Spawn hizo su debut en la animación en la aclamada serie de HBO titulada Todd McFarlane's Spawn, donde ganó dos Emmys (uno en 1998 y otro en 1999) y dos "Golden Reel Awards" (1998/1999) y Reel (1998/1999).

### Música
- El cuarto álbum de estudio The Dark Saga de la banda Iced Earth, es un álbum conceptual basado en la historia de Spawn. La portada del álbum por Greg Capullo y Todd McFarlane, muestra a Spawn, aunque debido a problemas legales, Iced Earth no pudo usar los nombres de los personajes en las canciones.

### Videojuegos
- Todd McFarlane's Spawn: The Video Game (1995) (SNES)
- Spawn: The Eternal (1997) (PlayStation)
- Spawn: The Ultimate (1997)
- Spawn (1999) (Game Boy Color)
- Spawn: In the Demon's Hand (1999, 2000) (Dreamcast, Arcade)
- Spawn: Armageddon (2003) (Xbox, PlayStation 2 y Nintendo GameCube)
- Spawn apareció como invitado especial en la versión para Xbox de Soulcalibur II (2003).[3] McFarlane también creó el personaje Necrid, que aparece en todas las versiones del juego. Posteriormente fue incluido en la versión remasterizada Soulcalibur II HD Online (2013), para PlayStation 3 y Xbox 360.[4]
- Spawn es un personaje descargable en Mortal Kombat 11 (2019), en las plataformas PlayStation 4, Xbox One, Nintendo Switch y Microsoft Windows.[5]

## Datos extras
1. La Publicación de la revista en español posee dos fuentes: Española y Latina, entre las cuales existe una diferencia sustancial en la numeración de los ejemplares. Esto sucedió porque la edición latina no incluyó en la publicación regular el número donde Spawn conocía a Cerebus, que ocurría inmediatamente después de su primer encuentro con Ángela. De la misma forma, la edición española no incluyó como material regular el enfrentamiento de Spawn y Antispawn, lo que produjo entre ambas ediciones una diferencia general de tres a cuatro números.
2. Durante la película de spawn se revela que Jessica Priest es la asesina de Al Simmons, esto porque Mcfarlane no posee los derechos de autor de Chapel, ya que son de Rob Liefeld y además ha tenido problemas con él; por lo anterior no pudo incluir este personaje en el film. Posteriormente Priest fue incluida en algunos números del cómic y derivados para insinuar la duda sobre quien fue el verdadero asesino, si Jessica Priest o Chapel
3. El personaje conocido como Antonio Twistelli, en un comienzo fue llamado Tony Twist, este cambio en su nombre fue por causa de una demanda de parte de un jugador de hockey retirado apodado de la misma forma. Twist exigía a Todd una compensación monetaria por menoscabo moral, alegando que este alcance de nombre lo desprestigió y llevó a no ser contratado por ningún equipo (a pesar de que en realidad tenía más de cuarenta años y llevaba retirado bastante tiempo). El incidente con Twist llevó a Todd a pagarle una alta suma de dinero y a rebautizar a su personaje con otro nombre. Este fallo se dio en gran medida porque Macfarlane es conocido por su gran fanatismo por el Hockey sobre hielo, lo que a ojos de la corte señalaba más probable que sí conociera al jugador pero por sobre todo ya que es conocido por su falta de creatividad a la hora de inventar nombres para sus personajes así que suele usar nombres de personas reales (familia, amigos y colegas; ver punto n.º 6).
4. A pesar de los fuertes temas que trata el cómic a nivel religioso, político, de violencia y muchos otros, la censura no se ha visto en estos aspectos, pero sí aparece en uno que se podría considerar más delicado o acertado, como la discriminación racial. En la historia titulada El Klan (número 24 en España y 27 en Hispanoamérica), Spawn conoce a una familia afroamericana de Alabama que es atacada por el Ku Klux Klan. Al ser también afroamericano simpatiza con ellos y los protege del Klan, a los cuales desarticula. Este número se vio censurado en diferentes partes de EE. UU. por considerarse como un mensaje inapropiado.
5. Los personajes conocidos como Angela, Cogliostro y el Spawn Medieval fueron un aporte de Neil Gaiman pero un conflicto sobre los derechos de los personajes y los beneficios de su uso (pues McFarlane nunca le pagó por el uso de los personajes creados por Gaiman). Llevó a largos juicios a McFarlane, que debió pagar las indemnizaciones pertinentes por las futuras apariciones de los personajes antes mencionados, ante esto, optó por "matar" a Angela en el N.º 100 de la colección y a desaparecer a Cogliostro y el Spawn Medieval.
6. Cyan es el nombre de la hija de Todd McFarlane, Wanda es el nombre de su esposa, Terry Fitzgerald es un colega de trabajo en la vida real y Al Simmons es un antiguo amigo suyo.
7. En el film sobre la historieta, Todd McFarlane aparece durante unos minutos en escena como extra, en Rat City, interpretando a un vagabundo que recoge el arma de Spawn durante su primera pelea con Violator y constantemente se cruza mientras pelean.
8. Es posible ver a Ángela como invitada en la fiesta donde Spawn interrumpe, a Sam Burke y Twich arrestando a Jason Wynn, al presentador sensacionalista, al presentador farandulero en la pantalla de la oficina de Wynn y a la presentadora de la CNN entrevistando a Terry.
9. El personaje del Conde Nicholas Cogliostro está basado en un personaje histórico llamado Conde Alessandro di Cagliostro, este último era un alquimista y aventurero famoso, que al final se cree que murió ejecutado por herejía.
10. En el cómic incluido en el juguete del Spawn medieval número uno, relata un origen diferente al canónico, ya que hace el trato con Malebolgia para volver a ver a su hermana.
11. El papel del hombre de los milagros iba a ser originalmente de Miracleman (un superhéroe popular de origen inglés) pero no lo fue ya que el conflicto con Neil Gaiman obligó a McFarlane prometerle los derechos de Miracleman, es por eso que las primeras figuras del Hombre de los Milagros tienen en su pecho el mismo símbolo que este héroe.
12. En la figura de Thamuz incluía unas alas totalmente destruidas, lo cual podría apoyar la teoría de que Thamuz pertenecía a los olvidados.
13. Curiosamente, en el cómic, a Spawn la herida más común que suelen hacerle sus enemigos es un agujero en el pecho. En general, la mayoría de los supervillanos tienen a su haber por lo menos un ataque que agujereó el pecho de Al Simmons en alguna de sus disputas (Redeemer lo hizo en cada una de sus identidades).
14. Una extraña particularidad del cómic es un cronómetro que aparecía de forma aparentemente aleatoria durante gran cantidad de números mostrando un conteo regresivo. En el número 160, cuando finalmente llega a cero, se revela que se trataba de un medidor de poder que indicaba cuánta energía aún le restaba a Spawn tras cada vez que usaba su magia.
15. En muchos números de la revista es posible observar easter eggs del Gato Félix; es normal que aparezca en alguna foto, como un juguete de Cyan, afiches, reloj de pared o alguna otra forma, camuflado en el ambiente de algún cuadro de la historieta.
16. A partir del número posterior a su encuentro con Houdini, Spawn presentó una herida en su cara que Bobby debió suturar con una agujeta, esta herida se volvió uno de los elementos característicos en el personaje hasta que Terry se la arrancó en el número 49 para ser desfigurado en el siguiente volumen por el señor del segundo nivel. Esta herida tiene su origen en el crossover con Batman, donde el caballero de la noche lo ataca con uno de sus batarangs dejándole una enorme herida abierta (Ver Batman/Spawn de Frank Miller).
17. Spawn hizo un crossover en la versión de X-Box del videojuego de peleas Soulcalibur II, siendo uno de los personajes jugables; las frases que dice mientras pelea son diálogos extraídos de la serie animada de fines de la década de los 90.
18. El personaje de Overtkill fue creado por Todd Mcfarlane y Rob Liefeld, por lo cual no solo es enemigo de Spawn sino también de los Youngblood.
19. La razón por la cual McFarlane escogió el nombre Spawn para su personaje e historieta se debe a una estrategia comercial. Ya que las tiendas de historietas norteamericanas ordenan sus productos alfabéticamente, sus obras así estarían ubicadas delante de las historietas de Spider-Man, la más popular y con mejores ventas en esa época, asegurándose que Spawn fuera lo primero que vieran un gran número de fanáticos que conocían el nombre Mcfarlane, quien hasta poco tiempo antes había sido dibujante del arácnido.